# Ceramsko more
Ceramsko more (Seramsko more) je jedno od nekoliko manjih mora Tihog oceana u kojem je smješten dio otoka Indonezije.
Prostire se na oko 12000 km2 površine između otoka Buru i Seram (Ceram), otoka koji su se nekada zvali južni Molučki otoci.

## Granice mora
Međunarodna hidrografska organizacija definira granice Ceramskog mora:
- na sjeveru i sjeveroistoku: linija od Tanjong Dehekolano, krajnje istočne točke Sulawesija do krajnjeg zapada otoka Obi Major, duž njegove južne obale do njegove krajnje istočne točke Tanjong Seranmaloleo, dalje preko otoka Tobalai, Kekek, Pisang i Kofiau do Tanjong Sele (1°26′S 130°55′E), najzapadnije točke Nove Gvineje, te dalje duž obale do Karoefa (3°51.5′S 133°27′E).
- na jugoistoku: linija od Karoefa, Nova Gvineja, prema krajnje jugoistočnoj točki otoka Adi, dalje prema Tg. Borang, sjevernoj točki otoka Noehoe Tjoet (Kai Besar) (5°17′S 133°09′E).
- na jugozapadu i jugu: od sjeverne točke Noehoe Tjoet (Groot Kai) kroz otočje Watoebela i Gorong prema jugoistočnom kraju otoka Ceram, duž njegove sjeverne obale do krajnje sjeverozapadne točke Tanjong Tandoeroe Besar, dalje linijom do Tanjong Batoe Noeham, krajnje sjeverne točke otoka Buru, pa duž obale od krajnje sjeverozapadne točke otoka Tanjong Palpetoe.
- na zapadu: linija od Tanjong Palpetoe do Tanjong Waka, južne točke otoka Sanana, s ovog otoka do njegove sjeverne točke, dalje preko prolaza Mangoli do južne obale otoka Mangoli (otočje Soela) (1°56′S 125°55′E).

## Vanjske poveznice
|  | Zajednički poslužitelj ima još gradiva o temi Ceramsko more |